# Chapelle Belimarković à Vrnjačka Banja
La chapelle Belimarković à Vrnjačka Banja (en serbe cyrillique : Капела Белимарковића у Врњачкој Бањи ; en serbe latin : Kapela Belimarkovića u Vrnjačkoj Banji) se trouve à Vrnjačka Banja et dans le district de Raška, en Serbie. Elle est inscrite sur la liste des monuments culturels protégés de la république de Serbie (identifiant no SK 2096),,.

## Présentation
Située dans le cimetière de Vrnjačka Banja, la chapelle a été construite à l'initiative du général Jovan Belimarković (1827-1906) et selon un projet de l'architecte Petar Popović pour servir de chapelle funéraire à sa famille. Le bâtiment est caractéristique du style serbo-byzantin.
La chapelle s'inscrit dans un plan en forme de croix libre, avec un espace central surmonté d'un dôme octogonal reposant sur un socle carré. L'abside, demi-circulaire à l'intérieur et polygonale à l'extérieur, est dépourvue de fenêtre. Le bâtiment a été construit avec une alternance de pierres et de briques ; la base est en granit et le toit est recouvert de tuiles. La façade est dotée de trifores (fenêtres groupées par trois) sur les côtés sud, nord et ouest. La décoration des façades s'inspire des églises de l'école moravienne de la fin du XIVe siècle et du début du XVe siècle.